# Claudius Linossier
Claudius Linossier, né à Lyon le 21 novembre 1893 et mort dans la même ville le 8 octobre 1953, est un dinandier français.
Faisant partie des grandes figures de l'Art déco français, orfèvre médailleur de formation, il est à la fois ciseleur, graveur, émailleur, et maitrise finement les laques. Il réalise au cours de sa vie plus de 3 600 pièces (assiettes, vases, etc.) à base d'argent, cuivre rouge, laiton et maillechort dont il donne des aspects colorés et patinés aux motifs souvent géométriques. Outre sa production de dinanderie, il crée des médailles, des sculptures et quelques peintures, dont des autoportraits, qu'il n'expose pas.

## Biographie

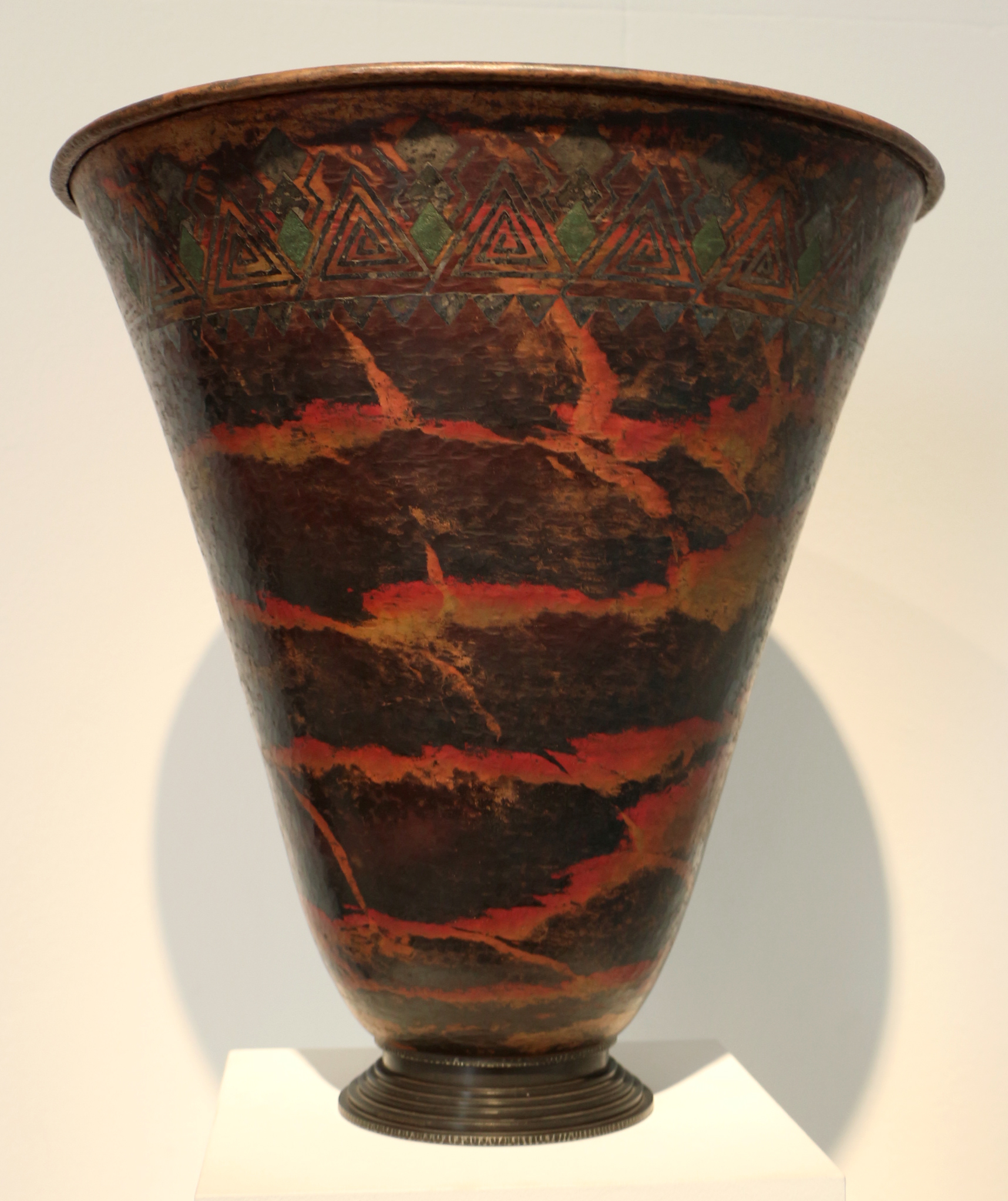
Vase (vers 1937), musée d'Art moderne de Paris.

Issu d’un milieu modeste, Claudius Linossier naît le 21 novembre 1893 à Lyon dans le quartier de la Croix Rousse. Durant sa jeunesse, il est mis en nourrice à Saint-Genix-sur-Guiers, en Savoie et une partie de son enfance à Saint-Marcellin en Isère. Deux endroits où il retournera régulièrement jusqu'à la Seconde Guerre mondiale. En 1904, il termine ses études classiques et entre dans une école professionnelle pour apprendre la maîtrise des arts du métal. Il travaille d'abord chez un serrurier dans la rue de la Grande-Côte sur les pentes de la Croix-Rousse, puis chez la maison d’orfèvrerie religieuse Berger-Nesme, qui lui enseigne des connaissances poussées dans le travail des métaux précieux.
Ensuite, il travaille dans l'atelier de Balay et étudie en parallèle le soir au Petit Collège près du musée Gadagne. Durant ces années de formation, il sympathise par ailleurs avec de nombreuses personnalités telles que Georges Salendre, Adolphe Penin, Louis Bertola ou encore Marcel Renard. Plus tard en 1911, il tente sa chance à Paris, mais n'y reste que quelques mois n'arrivant pas à s'y insérer professionnellement. Plus encore, à partir de 1913 il s'engage dans l'armée et y restera jusqu'au 3 septembre 1919,.
Après la Grande Guerre, il gagne  de nouveau Paris en 1919 et travaille chez de grands orfèvres comme le décorateur Jean Dunand (1877-1942) qui le premier réussit à remettre le travail du métal brut à la mode. Plus encore, c’est lors de ce séjour qu’il trouve son inspiration en découvrant la richesse des collections antiques du musée du Louvre. Puis il revient à Lyon en 1920 et ouvre son propre atelier dans le quartier de la Croix-Rousse (rue de Belfort). Peu après, il fait connaitre au public son travail en exposant ses premières productions de dinanderie dans la galerie d'art lyonnais Saint-Pierre. Immédiatement appréciées par les amateurs et la critique locale, il se fait rapidement une place dans le milieu des décorateurs et commence à exporter son travail à l'étranger et notamment aux États-Unis. Il expose ainsi à New York, Boston, Chicago, Athènes, Bucarest, Milan, Prague, Montréal et Sydney. Il reçoit une bourse de la Fondation Blumenthal dont le versement régulier l'aidera à conquérir le marché américain.
Ainsi en 1921, il expose au Salon des artistes décorateurs, et entre 1923 et 1924 dans les galeries Devambez, Hébrard, Émile-Jacques Ruhlmann, mai aussi au Salon d'automne. Puis en 1925, lui et d'autres artistes lyonnais se retrouvent à l'honneur à Paris lors de l'Exposition internationale des Arts décoratifs et industriels modernes en 1925, Partisan de cette nouvelle modernité, moins sensibles aux courbes végétales de l'Art nouveau, Linossier apparait désormais comme une des grandes figures de l'Art déco français. Ainsi, ses œuvres sont exposées dans plusieurs stands du Salon comme dans le pavillon du Rhône de Tony Garnier ou encore dans celui réalisé par le décorateur Émile-Jacques Ruhlmann (1879-1933). La préface du Catalogue du Salon d'automne de Lyon précise les artistes lyonnais présentés lors de l'évènement : « L'année 1925 voit l'ouverture à Paris de l'exposition internationale des arts décoratifs et industriels modernes. On y retrouve les artistes lyonnais principaux de la nouvelle modernité et moins sensibles aux courbes végétales de l'Art nouveau. En ce qui vous concerne, Lyonnais, vous disposez d'éléments qui vous autorisent à y escompter une glorieuse participation. À côté d'un Tony Garnier, justement considéré comme un des architectes les plus remarquables de notre époque, à côté de meubliers tels que M. Chaleyssin, Bellon, Sornay, de travailleurs du métal comme M. Piguet et Linossier, d'un mosaïste et verrier aussi savant que M. Décôte, d'un céramiste du mérite comme M. Beyer, me pardonnent ceux que j'oublie ! »
Il se fait construire en 1925 une maison à Lyon au 32, rue de Belfort, où il travaille et vit jusqu'à sa mort. Il y crée chaque année entre 200 et 300 pièces avec l'aide de sa femme Hélène Linossier et d'un collaborateur. Dès 1926, le musée des Beaux-Arts de Lyon ouvre une salle consacrée aux arts décoratifs et y accueille ses œuvres, sa réputation est alors internationale.
En 1935, il réalise deux bas-reliefs nommés Dionysos et Athéna pour la chambre de commerce de Villefranche-sur-Saône, construite par son ami Pierre Verrier, futur architecte en chef de la Ville de Lyon. Puis deux années plus tard, il reçoit un des grands prix de l'exposition universelle de 1937, ainsi que le prix Florence Blumenthal. Il expose aux Salons de la Société nationale des beaux-arts.
Cependant, la Seconde Guerre mondiale marque un tournant dans sa carrière artistique. Mobilisé pour l'effort de guerre, il travaille à l'usine Rochet-Schneider et a de moins en moins de temps et de matériaux pour créer. Ses productions personnelles donc se raréfient et seules 30 à 40 pièces sont produites chaque année. Plus encore, après la Libération, l'évolution des goûts esthétiques, la diminution du rayonnement de l'art décoratif français et le décès de son épouse en 1952 l'affectent énormément. En effet, à partir de ce moment sa clientèle redevient plus locale et ses œuvres sont vendues à la galerie Honegger ou directement chez lui.
Enfin en 1953, il crée en l'honneur de sa défunte épouse la bourse Hélène Linossier pour les élèves de l'École des beaux-arts de Lyon et lègue une partie de ses œuvres au musée des Beaux-Arts de Lyon. Le 8 octobre de la même année, il se donne la mort.
En 1979, le musée des Beaux-Arts de Lyon lui consacre une exposition pour le 25e anniversaire de sa mort. Depuis 1992, le musée l'expose dans sa collection permanente consacrée à l'Art déco.

## Œuvre
L'esthétique du travail artistique de Claudius Linossier est fondé sur la production de formes simples, agrémentées de décors dessinés majoritairement géométriques sauf quelques exceptions figuratives.
Sur les 3 à 4 000 pièces répertoriées, les vases représentent plus de la moitié de sa production (leur taille variant de 6 cm à 80 cm). Le plus fréquent est le vase boule en cuivre rouge, incrusté au col ou à la panse d'une frise géométrique d'argent ou d'antimoine. Les vases en maillechort sont plus détaillés, avec un fond noir et une subtile décoration. Une grande importance est accordée au pied de l'objet.
Puis les plateaux et les assiettes correspondent à 20 % du reste de sa production. Les petits formats présentent des décors d'incrustations concentriques alors que les grands des dessins centraux à motif solaire, des triangles ou des grecques.
Ensuite, 20 % sont également consacrés à des coupes, coupelles ou baguiers. Et enfin, 10% sont des objets liturgiques et profanes détaillés reprenant des motifs tels que des danseuses, des animaux, des têtes de christ, des coupes de fruits, etc. On peut par exemple trouver des calices, des panneaux décoratifs, des ostensoirs, des chandeliers ou encore des ciboires.

## Influences artistiques
Claudius Linossier connait plusieurs influences notables.
Tout d'abord, bien qu'il soit considéré comme l'un des artistes incontournables de l'Art déco français qui prône la simplification des formes, une partie de ses choix artistiques sont tout de même en parfait accord avec l'esthétique post-Art nouveau de l'avant-guerre (c'est-à-dire l'utilisation des formes végétales et naturalistes). Dans un second temps, c'est lors de son séjour à Paris en 1919, qu'il rencontre un bon nombre d'architectes et développe un goût certain pour les formes et les motifs géométriques des collections antiques du Louvre et notamment des vases grecs du peintre antique Douris (Ve siècle av. J.-C.). Linossier dira même : « J'ai un maître magnifique, Douris, ce grec subtil à l'âme pure comme les horizons de l'Attique… Que ne m'a-t-il appris dans l'ombre et le silence des trois petites salles du Louvre ? Sa poterie me semblait de métal, c'est pourquoi je tente de faire de mes métaux une poterie qui ressemble à la sienne. Je dois toute mon âme à Douris. »
Plus encore, le dinandier est également influencé par l'art japonais et notamment celui de la laque. En effet, c'est le maître laqueur Sugawara qui en 1912, l'initie à cet art décoratif millénaire qui deviendra par la suite indissociable de son œuvre artistique.

## Techniques
Linossier est un dinandier, c'est-à-dire qu'il pratique la dinanderie, un art qui consiste à battre un disque de métal afin de lui en donner une forme spécifique sans aucune soudure. Ce travail long et fatigant veut selon sa volonté s'opposer au travail industriel immédiat pour que chaque objet créé soit unique.  Ainsi,il dira : « L'art ne supporte pas la hâte, le souci de produire vite et à bon compte, le but même de l'industrie. »
Par conséquent ce lent processus de création se décompose en plusieurs étapes.
D'abord, il martèle par l'intérieur son support métallique pour lui permettre de donner une première forme à froid. Puis il chauffe au rouge sa pièce et l'écrouit à petite chaleur afin de pouvoir mettre le métal en forme sans qu'il ne devienne cassant.
Après l'étape de martelage, si l'artiste souhaite fixer des motifs sur son objet, il utilise une technique d'incrustation à chaud de métaux colorés (argent, laiton, maillechort et cuivre rouge), d'abord patiné à l'acide puis, par souci de trouver un moyen plus sûr, oxydé au chalumeau. Pour bien fixer le tout et obtenir sa patine caractéristique, l'artiste expose 300 à 400 fois l'objet à une flamme de chalumeau dont la température varie entre 500 et 900 degrés. 
L'objectif de Linossier était alors de « réaliser des peintures en métal sans avoir recours à l'émail ».
Plus encore, pour lui chaque métal utilisé possède sa propre propriété esthétique. Ainsi, grâce aux cuivres qu'il découpe en plaques de 10 à 20 dixièmes de centimètres, il obtient toute sa gamme de rouges. Le maillechort, lui permet d'obtenir ses beaux noirs profonds. Et enfin le travail du laiton donne une coloration brun clair ou jaune olive.
Enfin, le dinandier exécute le planage final de la pièce au petit marteau.
Chacune de ses œuvres est donc unique et parfaitement reconnaissable, au point qu'aujourd'hui « Linossier » est devenu un terme courant pour désigner de tels objets (vases, plats, assiettes, coupes, baguiers et objets religieux). En plus d'être un talentueux dinandier, il fut également peintre, sculpteur et médailleur numismate. Il a même participé en 1929, avec son ami le graveur Philippe Burnot (1877-1956) à l'illustration du Centaure de Maurice de Guérin (1810-1839), à l'initiative du Cercle Gryphe, une société bibliophilique lyonnaise fondée en 1928 par le médiéviste Albert Pauphilet (1884-1948). L'ouvrage imprimé à 133 exemplaire par Marius Audin est un des chefs-d'œuvre de la bibliophilie Art déco.

## Expositions
En 1957, les travaux de Linossier et de quatre autres artistes lyonnais (Paul Beyer, Louis Bouquet, Michel Dubost) font l'objet d'une exposition au musée des Beaux-Arts de Lyon. Puis en 1979, cette même structure lui consacre une grande rétrospective, préparée et exécutée par son ami le cardiologue Roger Froment (1907-1984). Ses œuvres sont désormais exposées en permanence, grâce à son legs et aux donations en 1972 et 1974 des époux Bouchut.

## Anecdote
En 1929, Claude Linossier reçoit son ami écrivain Paul Valéry (1871-1945), qui compose à son intention en 1930 un texte intitulé De l'éminente dignité des Arts du feu, à l'occasion d'une exposition à la galerie Rouard.